# Jung Seol-bin
Jung Seol-bin, née le 6 janvier 1990, est une footballeuse internationale sud-coréenne évoluant au poste d'attaquante au Incheon Red Angels. Elle fait également partie de l'équipe nationale depuis 2006.

## Biographie
Elle participe avec l'équipe de Corée du Sud aux Jeux asiatiques de 2014, et y remporte la médaille de bronze. En 2015, elle participe à la Coupe du monde.
Elle fait ensuite partie des 23 joueuses retenues pour disputer la Coupe du monde 2019 organisée en France.